# Generale pauze
Generale pauze of generale rust (meestal aangeduid met G.P., van het Duitse Grosse Pause) is een aanduiding binnen de muziek. Het houdt in dat alle beoogde musici een rust hebben voorgeschreven, dan wel ingebouwd hebben in hun improvisatie.
De generale pauzes hebben een veel dieper effect dan de gewone rust. Het verhoogt de spanning dan wel verwachting veel meer. Bekende generale pauzes zitten in de opera's van Giuseppe Verdi (een instinker voor orkestmusici!), in de filmmuziek van Ennio Morricone. Een generale pauze uit de popmuziek, die vrij bekend is, zit in de hitsingle Make Me Smile (Come Up and See Me) van Cockney Rebel, waarbij men steeds dacht dat het plaatje al afgelopen was, terwijl er meer volgde.

## Geen generale pauze
Er zijn ook werken waarbij er geen musicus speelt, maar dat toch geen generale pauze bevat. In 4′33″ van John Cage speelt de instrumentalist geen noot, hij heeft slechts rust. Deze rust geldt echter niet voor de belangrijkste stem in het werk: de achtergrondgeluiden.